# Diemtigen
Diemtigen é uma comuna da Suíça, no Cantão Berna, com cerca de 2.047 habitantes. Estende-se por uma área de 130,0 km², de densidade populacional de 16 hab/km². Confina com as seguintes comunas: Adelboden, Boltigen, Därstetten, Erlenbach im Simmental, Frutigen, Oberwil im Simmental, Reichenbach im Kandertal, Sankt Stephan, Wimmis, Zweisimmen.
A língua oficial nesta comuna é o Alemão.